# 무라야마 다쓰오
무라야마 다쓰오(村山 達雄, むらやま たつお, 1915년 2월 8일 ~ 2010년 5월 20일)는 일본의 정치인이다. 대장성 관료 출신으로, 중의원 의원, 대장대신, 후생대신을 지냈으며, 정삼위 욱일대수장 (正三位勲一等旭日大綬章) 을 수여받았다.

## 생애
니가타현 나가오카시 출신으로, 1937년 도쿄 제국대학 법학부를 졸업하고, 대장성에 들어갔다. 주로 주세국 (主税局)에서 일했으며, 1960년 주세국장이 되었다. 1963년 대장성에서 나왔고, 같은 해 제30회 중의원 의원 총선거에 입후보 해 당선되었다. 이후 12번 당선되었다. (2000년까지 중의원 의원으로 활동.)
자유민주당에서는 이케다 하야토를 지도자로 하는 파벌 (宏池会) 에 소속하였다. 운수 정무 차관, 법무 정무 차관을 지내고, 1977년 후쿠다 다케오 개조내각에서 대장대신으로 입각하였다. 이 때 대장대신으로 당시 자민당 정무 조사회장이었던 고모토 도시오 (河本敏夫, 1911년~2001년) 가 유력한 후보였으나, 총리 후쿠다 다케오는 자신과 같은 대장성 관료 출신인 무라야마를 대장대신에 기용하고, 가와모토는 통상산업대신에 임명하였다.
1981년 스즈키 젠코 내각의 외무대신 이토 마사요시가 총리 스즈키와 미국 대통령 로널드 레이건이 가진 미·일 정상회담 종료 전에 공표된 공동 성명 해석을 둘러싸고, 군사 동맹이 아니라고 발언한 총리 스즈키와 충돌해 외무대신 직에서 물러났다. 이에 이토의 후임으로 소노다 스나오가 임명되었고, 무라야마는 소노다의 후임 후생대신이 되었다.
1988년 다케시타 내각의 부총리 겸 대장대신으로 파벌 지도자 미야자와 기이치가 리크루트 사건에 관여했다는 이유로 사임하자, 총리 다케시타 노보루가 겸하고 있던 후임 대장대신이 되었다. 1989년 성립된 우노 내각에서도 유임했으며, 소비세의 정착, 헤이세이 원년도 예산 심의 등에 관여하였다.
이후 자민당 세제조사회의 간부로 활동했으며, 정치 파벌에서는 미야자와 파벌을 거쳐 가토 고이치가 이끄는 파벌에 소속하였다. 1993년 훈일등 욱일대수장 훈장을 받았고, 2000년 일본 정계에서 은퇴하였다.
2010년 5월, 폐렴으로 사망하였다.